# Guspini
Guspini (sardisk: Gùspini) er en by og en kommune (comune) i provinsen Sud Sardegna i regionen Sardinien i Italien. Byen ligger i 130 meters højde og har 11.870 indbyggere (2016). Kommunen har et areal på 174,67 km² og grænser til kommunerne Arbus, Gonnosfanadiga, Pabillonis, San Gavino Monreale, San Nicolò d'Arcidano og Terralba.